# Saint-Hilaire-Luc
Saint-Hilaire-Luc è un comune francese di 78 abitanti situato nel dipartimento della Corrèze nella regione della Nuova Aquitania.

## Società

### Evoluzione demografica
Abitanti censiti